# لاکهید اچ-۵۱
لاکهید اچ-۵۱ (به انگلیسی: Lockheed XH-51) یک هواگرد ساختِ کارخانهٔ لاکهید کورپوریشن در کشور ایالات متحده آمریکا است که در سال ۱۹۶۲–۶۴ ساخته شد. نخستین استفاده‌کنندهٔ این هواگرد نیروی زمینی ایالات متحده آمریکا بوده‌است. این هواگرد برای نخستین بار در ۲ نوامبر ۱۹۶۲ میلادی مورد استفاده قرار گرفت. تنها سه فروند از این بالگرد آزمایشی ساخته شد و پروژه رها گشت.